# Carl Felber

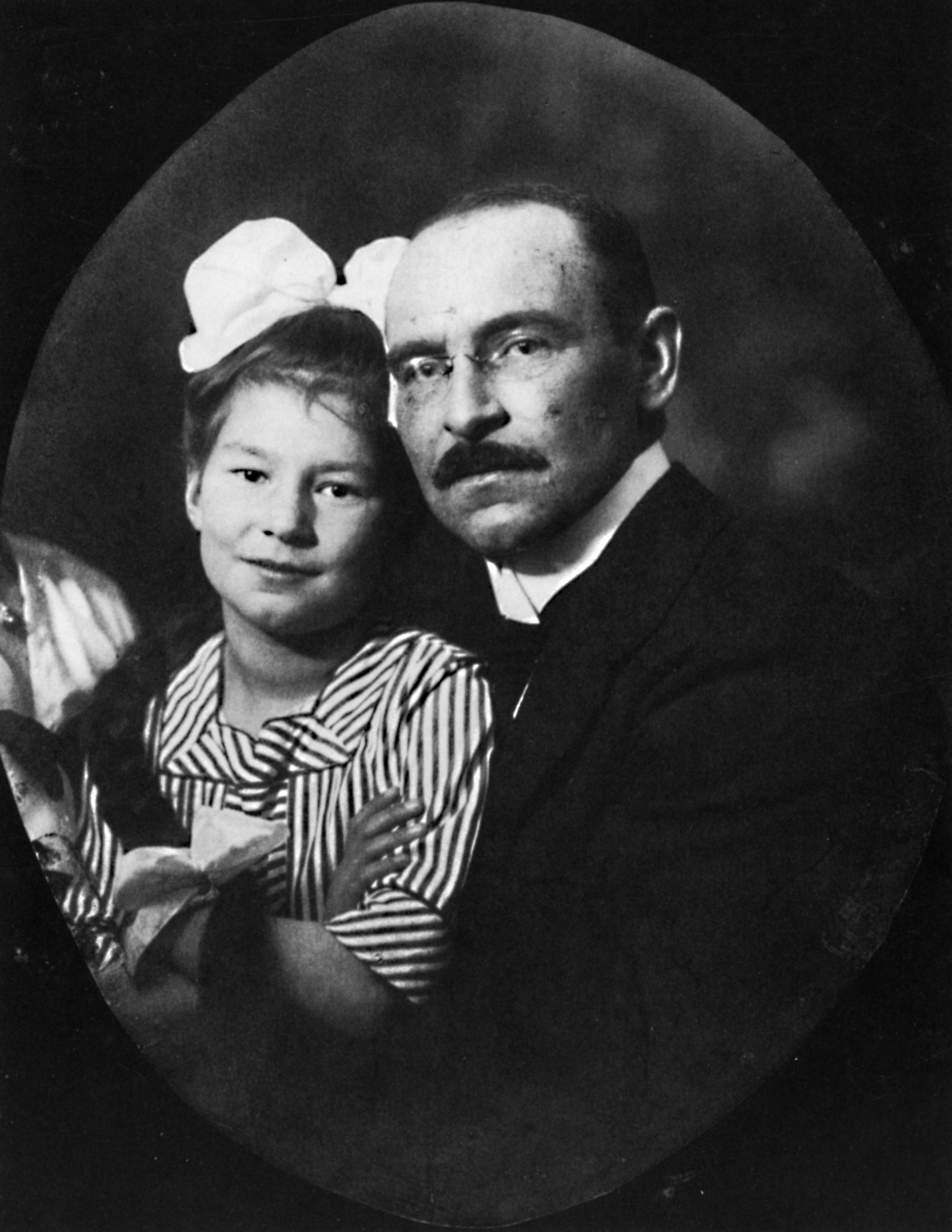
Carl Felber mit Tochter Poppy

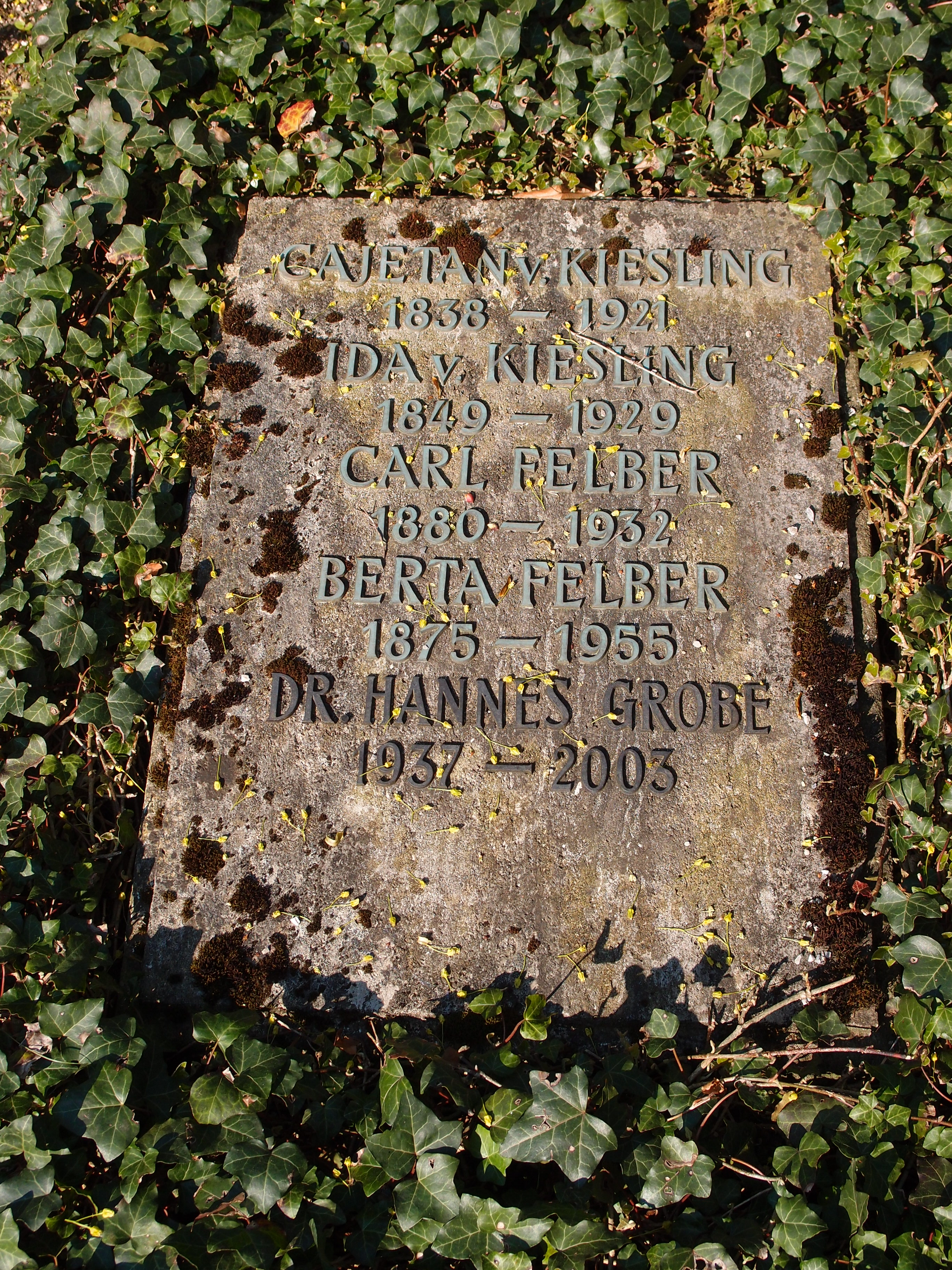
Grab von Carl Felber auf dem Münchner Nordfriedhof

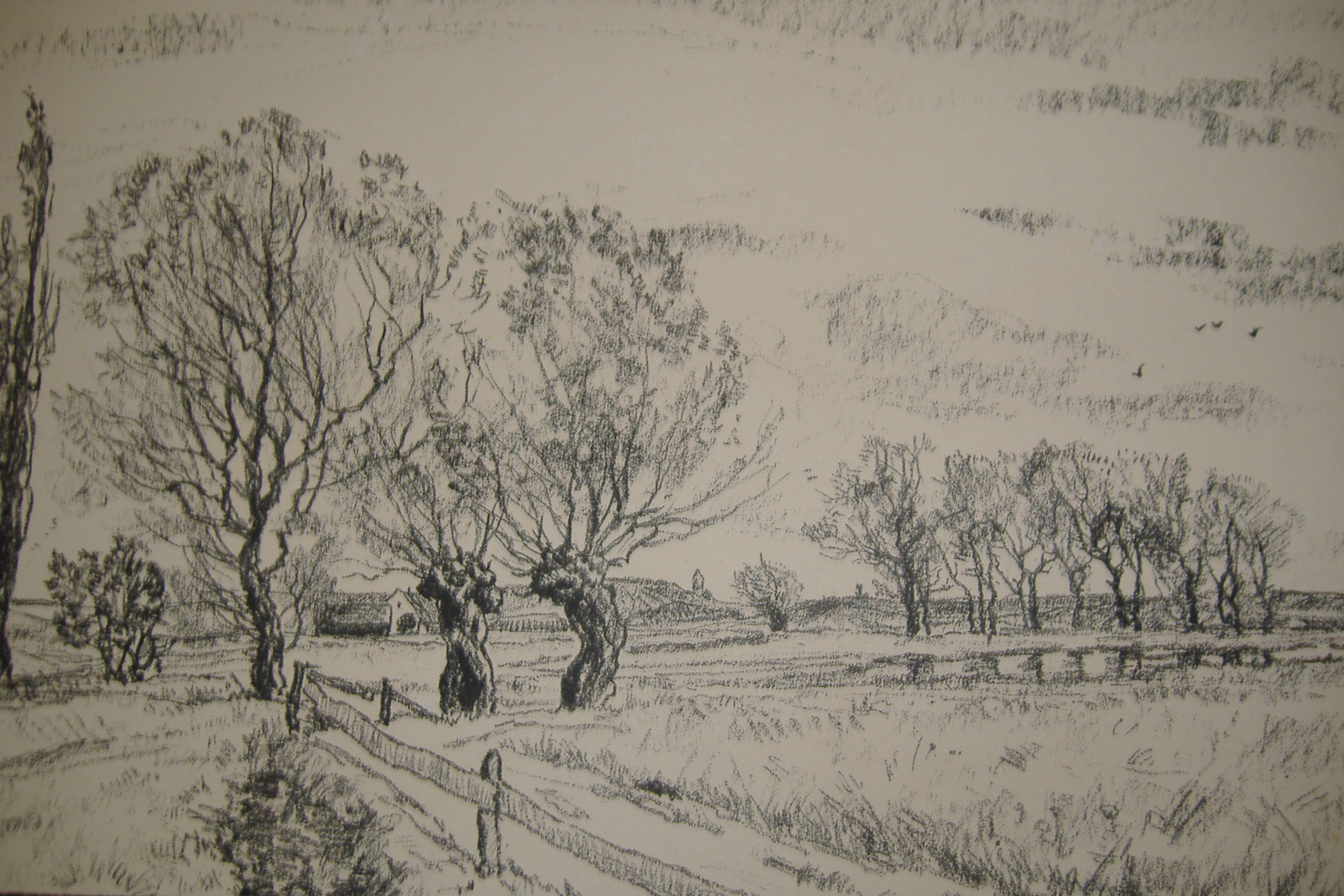
Kopfweiden im Moos

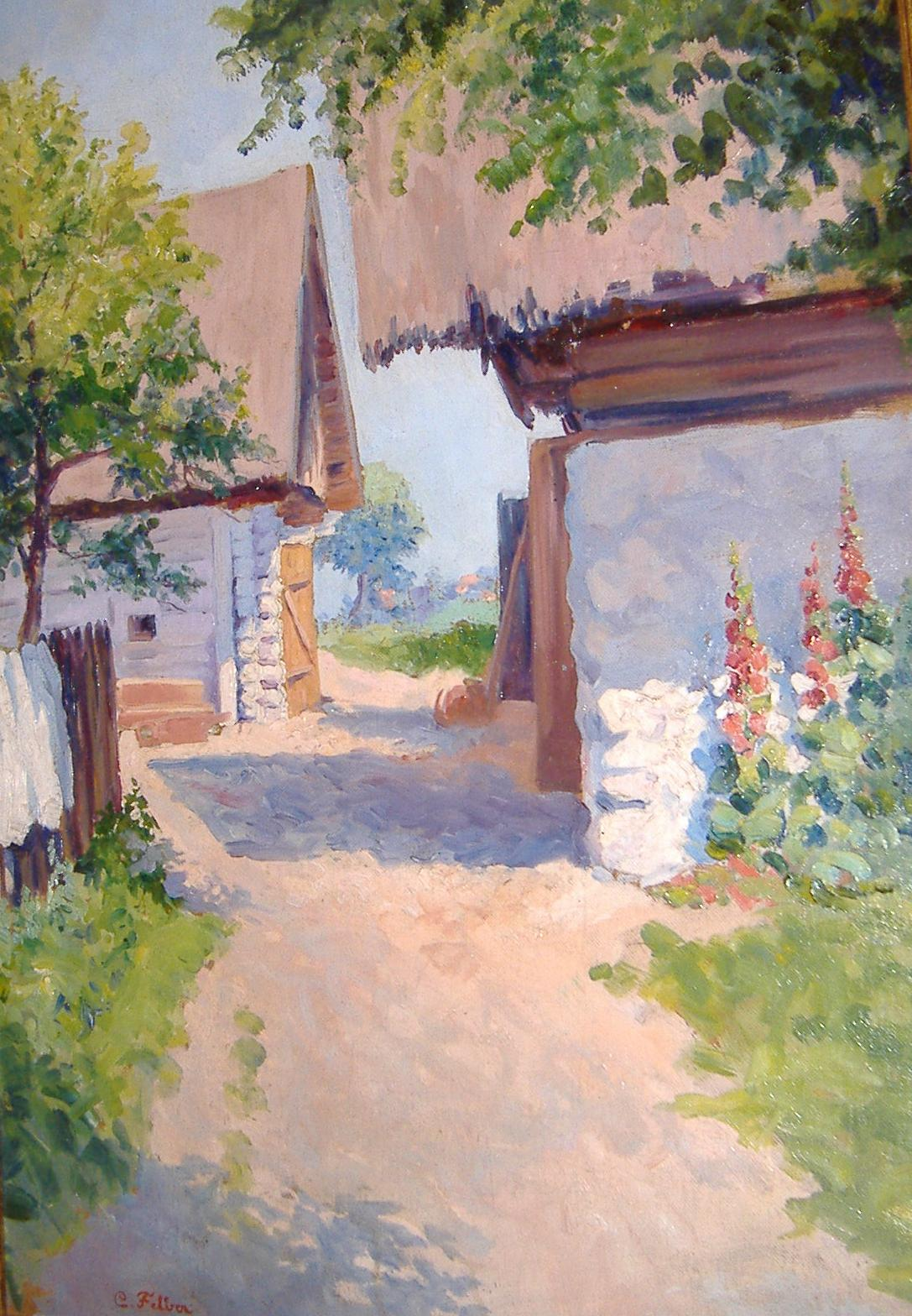
Bauernhof bei Dachau

Carl Friedrich Felber (* 21. September 1880 in Wädenswil; † 14. Juli 1932 in Dachau) war ein schweizerisch-deutscher Maler und Radierer.

## Leben und künstlerisches Wirken
Carl Friedrich Felber studierte an der Kunstgewerbeschule in Karlsruhe, der Académie Julian in Paris, der Hollosy-Schule in München sowie an der Dachauer Malschule bei Adolf Hölzel, einem der ersten Vertreter der Künstlerkolonie Dachau. Seit 1901 lebte er mit seiner deutschen Frau in der Stadt an der Amper. Immer wieder kehrte Carl Felber für längere Zeit in seine Heimat zurück, um seinen Bruder, den langjährigen Gemeindepräsidenten Ernst Felber zu besuchen. Die Schweizer (winterliche) Landschaft am Zürichsee hielt er, neben Landschaftsbildern aus der Umgebung um Dachau, in vielen seiner Gemälden fest. Der Künstler, der seit 1906 regelmäßig im Glaspalast München sowie in der Schweiz ausstellte, war Mitglied der Schweizer Graphikervereinigung Walze, der beispielsweise auch Paul Klee angehörte.
Werke von Carl Felber sind in der Gemäldegalerie Dachau zu besichtigen.
In Dachau erinnert eine Straße an den Künstler.

## Künstlerisches Werk
Felber war Landschaftsmaler im Sinne der Dachauer Schule. Er bevorzugte eine offene, mit breitem Pinselduktus ausgeführte Vortragsweise bei einer teilweise kräftigen Koloristik.

## Werke (Auswahl)
- Spätsommer in Mitterndorf, Öl/Pappe 49,5x69
- Südliche Landschaft, Öl/Lwd. 60x120
- Ansicht von Bergkirchen, Öl/Lwd. 77x117
- Das Hüttlbad. Öl/Lwd. 73x93
- Moosschwaige, Öl/Lwd. 69x60
- Ein früher Winterabend im Dachauer Moos, Öl/Lwd. 70x90
- Selbstbildnis mit Malerplatte, Öl/Lwd. 34,5x59,5
- Ein milder Wintertag am Schleißheimer Kanal, Farbdruck 41,4x30,4
- Der erste Schnee im Jahre 1930 in Dachau, Öl/Pappe 47x62
- Bauernhof bei Dachau, Öl/Pappe 50x60
- Kopfweiden im Moos, Lithographie 50x30